# لوئیز لیندو
لوئیز لیندو (به انگلیسی: Luis Liendo) (زاده ۲۵ فوریه سال ۱۹۷۸) یک بازیکن فوتبال اهل شیلی است.